# San Pancrazio
San Pancrazio (St. Pankraz en alemán) es una comune italiana de la provincia de Bolzano, región de Trentino-Alto Adigio. Tiene una población estimada, a fines de octubre de 2021, de 1517 habitantes.
Según el censo de 2011, el 98,84% de la población es de habla alemana, el 0,96% es de habla italiana y el 0,19% es de habla ladina.

## Evolución demográfica
| Gráfica de evolución demográfica de San Pancrazio entre 1861 y 2021 |
|                                                                     |
| Fuente ISTAT - elaboración gráfica de Wikipedia                     |